# Pothyne ceylonensis
Pothyne ceylonensis är en skalbaggsart som beskrevs av Stefan von Breuning 1940. Pothyne ceylonensis ingår i släktet Pothyne och familjen långhorningar.
Artens utbredningsområde är Sri Lanka. Inga underarter finns listade i Catalogue of Life.